# Woszczatyn
Woszczatyn (ukr. Вощатин) – wieś na Ukrainie na terenie rejonu włodzimierskiego w obwodzie wołyńskim, liczy 220 mieszkańców.